# Донал Маккарти
Донал Маккарти Риг (ирл. Domhnall Mac Carthaigh Riabhach) (1450/1460 — 1531) — гэльский племенной лидер, 12-й принц Карбери из династии Маккарти (1505—1531) .

## Биография
Представитель гэльского династии Маккарти. Сын Фингина Маккарти Рига (1425/1430 — 1505), 10-го принца Карбери (1478—1505), и леди Кэтрин Фицджеральд, дочери Томаса Фицджеральда, 7-го графа Десмонда.
В некоторых источниках и родословных он известен как Донал (Доннелл) Макфинир  Маккарти Риг, хотя неизвестно, относится ли это к его отцу или к какому-то другому аспекту его воспитания.
Войска Донала, которыми командовал его сын Кормак на Хаоине, помогали его родственнику Кормаку Оге Лайдиру Маккарти, 10-му лорду Маскерри, в битве при аббатстве Морн в 1521 году против Джеймса Фицджеральда, 10-го графа Десмонда. Маккарти одержали победу.
Он также был просвещенным покровителем искусств и литературы, как и его отец.

## Семья
Донал Маккарти первым браком женился на леди Эллен Маккарти из Маскерри, дочери Кормака Лайдира Маккарти, 9-го лорда Маскерри, и у них родилось два сына и одна дочь:
- Дермод Маккарти, убит Уолтером Фицджеральдом, сыном графа Килдэра.
- Донал Маккарти, который умер без проблем
- Эллен Маккарти, вышла замуж за Тейдж Мор О’Дрисколл.

Вторым браком он женился на леди Элеоноре Фицджеральд, дочери Джеральда Фицджеральда, 8-го графа Килдэра, и у них родилось четыре сына и три дочери:
- Кормак на Хаоине Маккарти Риг (1490—1567), 13-й принц Карбери (1531—1567)
- Фингин Маккарти, женился на леди Кэтрин Маккарти Мор, дочери Донала и Друмина Маккарти Мора, короля Десмонда
- Донох Маккарти Риг, 15-й принц Карбери (1567—1576), отец Флоренса Маккарти и Дермота Маола Маккарти
- Оуэн Маккарти Риг (1520—1594), 16-й принц Карбери (1576—1592)
- Кэтрин Маккарти, вышла замуж за Тейджа Маккарти, шестого лорда Маскерри.
- Шели Маккарти, вышла замуж за Дермода Ан-Фудара О’Салливана Бира.
- Эллинор Маккарти, вышла замуж за Коннора-Фина О’Мигера.